# Schlacht um Pegu
Japanische Eroberung 1941/42

Bilin – Sittang – Pegu (Taukkyan) – Rangun – Yunnan-Burma-Straße (u.a. Tachiao – Oktwin – Toungoo – Yenangyaung – Lashio I)
1942/43

Burma-Kampagne 1942–1943

Arakan I – The Hump – Chindits
1944

Schlacht um Nordburma und West-Yunnan 1943–1945

Burma-Kampagne 1944

Arakan II – Ha-gō – Lashio II – Sangshak – Myitkyina – U-gō (Imphal – Kohima – Tennisplatz) – Mogaung – Song shan/Huitong-Brücke – Dan-gō
1944/45

Burma-Kampagne 1944–1945

Bhamo – Arakan III (Kangaw und Höhe 170 – Ramree) – Meiktila/Mandalay – Pakokku – Lashio III – Tanlwe Chaung – Operation Dracula – Sittang
Die Schlacht um Pegu fand vom 3. bis zum 7. März 1942 während des Burmafeldzugs im Zweiten Weltkrieg im Rahmen des Pazifikkriegs statt. Sie endete mit einem Sieg der Japaner und mit Verlusten für die schon geschwächten Alliierten, die sich weiter zurückziehen mussten.

## Vorgeschichte
Am 16. Januar 1942 drangen die Japaner von Thailand aus in das südliche Burma vor und eroberten mit einem Bataillon Victoria Point. Dort errichteten sie das erste japanische Flugfeld auf burmesischem Boden. Die Stadt Tavoy fiel am 19. Januar. Damit war es der britischen Division in Mergui nicht mehr möglich, über Land zu entkommen. Sie wählte den Seeweg. Mit diesem Rückzug der Briten fielen den Japanern drei weitere Flugfelder in die Hände, von denen sie die ersten Luftangriffe auf Rangun starteten.

General Harold Alexander

Die eigentlichen Invasionstruppen der Japaner drangen von Raheng aus in Burma vor. Die 16. Indische Brigade in Kawkareik wurde bis zum 22. Januar aus dem Ort verdrängt. Sie flüchtete in ein Areal westlich von Moulmein. Die beiden Kommandeure Brigadier John Smyth von der 17. Indischen Infanterie-Division und Lieutenant General Thomas Hutton, Oberbefehlshaber der Burma-Armee, hatten unterschiedliche Ansichten über die Verteidigung des Landes. Während Smyth sich bis an den Sittang-Fluss zurückziehen und dort in besserer Umgebung die Kampfkraft seiner Truppe stärken wollte, entschied Hutton, dass jedes Stück Land zu kostbar für einen Rückzug wäre. Hutton setzte sich durch und Smyth musste auch auf Befehl von Archibald Wavell ein Bataillon für die Verteidigung von Moulmein abkommandieren. Moulmein fiel am 31. Januar und das Bataillon musste fliehen. Wieder bat Smyth um den Rückzug zum Sittang-Fluss, doch Hutton bestand darauf, die Linie am Bilin-Fluss zu halten. Nach zwei Tagen musste die Verteidigungslinie jedoch aufgegeben werden und die noch verbliebenen Elemente der 17. Indischen Division machten sich in Richtung der Brücke über den Sittang in etwa 50 km Entfernung auf den Weg.
Den Japanern gelang es jedoch, den indisch-britischen Einheiten den Weg abzuschneiden, und so entbrannte die Schlacht an der Sittang-Brücke, die mit einer Sprengung derselben durch die Briten endete, um den Japanern nicht den völlig widerstandsfreien Weg nach Rangun zu öffnen. Damit gelang es aber nur etwa 40 % der sowieso schon geschwächten 17. Indischen Infanteriedivision, die Flucht in Richtung Westen einzuschlagen. Nach Wiederherstellung der Brücke und Inbetriebnahme einiger Fähren weiter nördlich drangen die Japaner weiter in Richtung Rangun vor. Erst bei Pegu trafen sie auf die Überreste der 17. Indischen Infanteriedivision. Unterdessen hatte General Harold Alexander das Oberkommando in Burma übernommen und sich angesichts der japanischen Übermacht entschieden, Rangun nicht zu verteidigen, aber den Japanern zumindest eine starke Verteidigungsbereitschaft durch einen gesicherten und nur unter Widerstand stattfindenden Rückzug zu zeigen.

## Die Schlacht

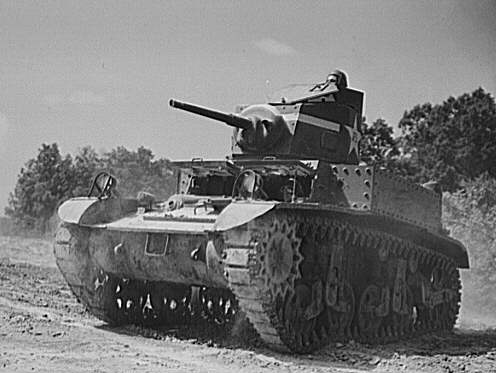
M3 Stuart Panzer

Bedingt durch die vorherigen heftigen Kämpfe beim Fluss Bilin und an der Sittang-Brücke war die 17. Indische Infanteriedivision so stark dezimiert, dass nur noch die 1. Burmadivision und die 7. Armoured Brigade unter dem Kommando von Brigadier John Henry Anstice mit ihren leichten M3-Panzern zur Verfügung standen.
Als eine Schwadron der 7. Husaren, die zur 7th Armoured Brigade gehörte, den Ort Payagyi, nördlich von Pegu, erreichte, stellten sie fest, dass er schon von den Japanern besetzt war. Die Sicht war schlecht und auch die Funkverbindungen erwiesen sich als schwierig. Nach einem kurzen Feuerwechsel der britischen Infanterie, die in einen japanischen Hinterhalt geriet, gelang es einigen Briten, japanische Soldaten aus dem nahen Dschungel zu vertreiben. Die dann herangerückten britischen Panzer eröffneten das Feuer und konnten zwei japanische Panzer vom Typ 95 Ha-Gō auf freiem Feld ausschalten. Ein weiterer war so schwer beschädigt worden, dass er von seiner Besatzung verlassen werden musste. Obwohl die Schlacht recht unübersichtlich verlief, gelang es den Briten noch, vier japanische Panzerabwehrgeschütze zu erobern, bevor sie den Befehl erhielten, sich durch Pegu nach Hlegu zurückzuziehen, um dort auf die anderen Einheiten der 7th Armoured Brigade zu treffen. Die Briten hatten bei Payagyi einen ihrer Panzer aufgeben müssen, konnten aber auf dem Weg Richtung Hlegu noch zwei weitere japanische Panzer zerstören.

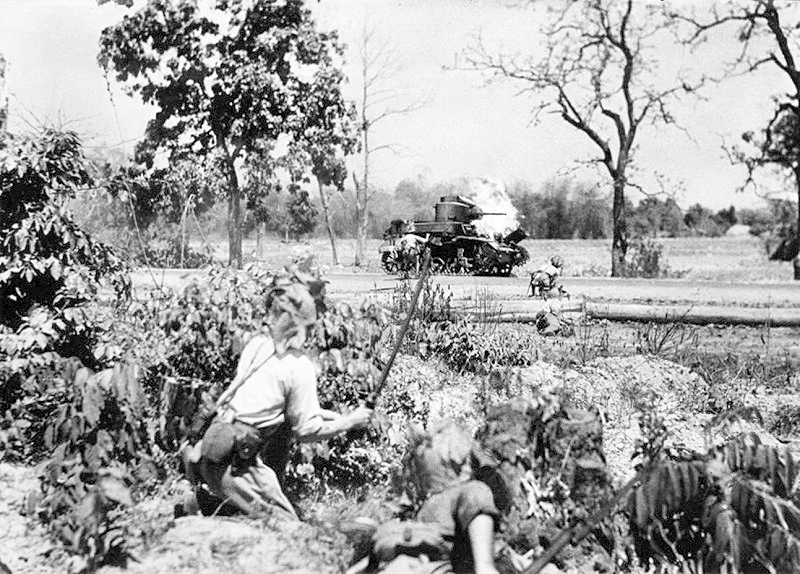
Japanische Soldaten setzen einen M3 Stuart-Panzer mit Molotowcocktails außer Gefecht.

Unterdessen war Pegu von den Japanern weitestgehend zerstört worden, doch als die Briten bei Dunkelheit den Ort erreichten, fanden sie die einzige Brücke unbeschädigt vor. Kurz vor Hlegu hatten die Japaner eine befestigte Straßensperre angelegt, die sie gegen die anrückenden britischen Panzer mit leichten Maschinengewehren und Molotowcocktails verteidigten. So gelang es ihnen, einen der M3-Stuarts auszuschalten. Nachdem die Briten aber mit mehreren Panzern das Feuer auf die Straßensperre konzentrieren konnten, waren die Japaner gezwungen sie aufzugeben.
Die nachrückenden britischen Einheiten, die durch Pegu zogen, gerieten im Ort immer wieder unter Feuer japanischer Scharfschützen. Etliche Soldaten wurden verwundet und zuerst innerhalb des Ortes versorgt. Schlussendlich wurden sie auf kleine LKWs verladen und am Ende des Konvois durch die eingenommene japanische Straßensperre abtransportiert.

## Folgen
Auf Grund der japanischen Übermacht hatte General Alexander einsehen müssen, dass Rangun nicht zu halten war. Sein neuer Plan sah den Rückzug nach Prome vor, das rund 320 km nördlich von Rangun liegt.
Am Nachmittag des 7. März 1942 erreichten die Briten Taukkyan, nur etwa 7 km nördlich vor der Stadtgrenze von Rangun.